# Skarðsfjall (kulle i Island, Västfjordarna, lat 66,01, long -22,77)
Skarðsfjall är en kulle i republiken Island. Den ligger i regionen Västfjordarna, 210 km norr om huvudstaden Reykjavík. Toppen på Skarðsfjall är 469 meter över havet, eller 121 meter över den omgivande terrängen. Bredden vid basen är 4,0 km.
Trakten runt Skarðsfjall är nära nog obefolkad, med mindre än två invånare per kvadratkilometer. Närmaste större samhälle är Ísafjörður, omkring 18 kilometer nordväst om Skarðsfjall. Trakten runt Skarðsfjall består i huvudsak av gräsmarker.